# 袖山喜久雄
袖山 喜久雄（そでやま きくお、1902年6月20日 - 1960年1月31日）は、日本の経営者。東洋レーヨン(現在の東レ)社長を務めた。

## 経歴
茨城県出身。1926年に東京帝国大学工学部機械工学科を卒業し、同年に東洋レーヨンに入社。
1945年に取締役に就任し、1947年に常務を経て、1948年に社長に就任。
1960年1月31日、胃癌のために死去。57歳没。